# Луме-Дешт
Луме-Дешт (перс. لومه دشت) — село в Ірані, у дегестані Хараджґіль, у бахші Асалем, шагрестані Талеш остану Ґілян. У переписі 2006 року вказане як окремий населений пункт, але без відомостей про чисельність населення.

## Клімат
Середня річна температура становить 11,17 °C, середня максимальна – 26,10 °C, а середня мінімальна – -4,12 °C. Середня річна кількість опадів – 444 мм.
| Клімат поселення                              | Клімат поселення | Клімат поселення | Клімат поселення | Клімат поселення | Клімат поселення | Клімат поселення | Клімат поселення | Клімат поселення | Клімат поселення | Клімат поселення | Клімат поселення | Клімат поселення | Клімат поселення |
| Показник                                      | Січ.             | Лют.             | Бер.             | Квіт.            | Трав.            | Черв.            | Лип.             | Серп.            | Вер.             | Жовт.            | Лист.            | Груд.            |                  |
| Середній максимум, °C                         | 8,06             | 7,60             | 9,60             | 14,70            | 19,72            | 24,16            | 26,10            | 25,74            | 21,38            | 18,28            | 12,25            | 8,74             |                  |
| Середня температура, °C                       | 2,20             | 1,74             | 3,72             | 8,83             | 13,86            | 18,30            | 21,57            | 21,22            | 16,85            | 13,76            | 7,73             | 4,21             |                  |
| Середній мінімум, °C                          | −3,66            | −4,12            | −2,12            | 2,97             | 7,99             | 12,44            | 17,04            | 16,70            | 12,32            | 9,22             | 3,20             | −0,33            |                  |
| Норма опадів, мм                              | 36               | 34               | 53               | 56               | 43               | 21               | 12               | 16               | 33               | 51               | 42               | 47               |                  |
| Середньомісячна швидкість вітру, м/с          | 2.10             | 2.51             | 2.52             | 2.65             | 2.22             | 2.11             | 2.41             | 2.22             | 1.88             | 2.00             | 2.04             | 2.02             |                  |
| Середньомісячна сонячна радіація, кДж/м²·день | 7254             | 9717             | 11975            | 16113            | 19921            | 22721            | 23494            | 20015            | 16775            | 11771            | 8778             | 6882             |                  |
| --------------------------------------------- | ---------------- | ---------------- | ---------------- | ---------------- | ---------------- | ---------------- | ---------------- | ---------------- | ---------------- | ---------------- | ---------------- | ---------------- | ---------------- |
| Джерело:                                      |                  |                  |                  |                  |                  |                  |                  |                  |                  |                  |                  |                  |                  |